# تاريخ الموسوعة البريطانية

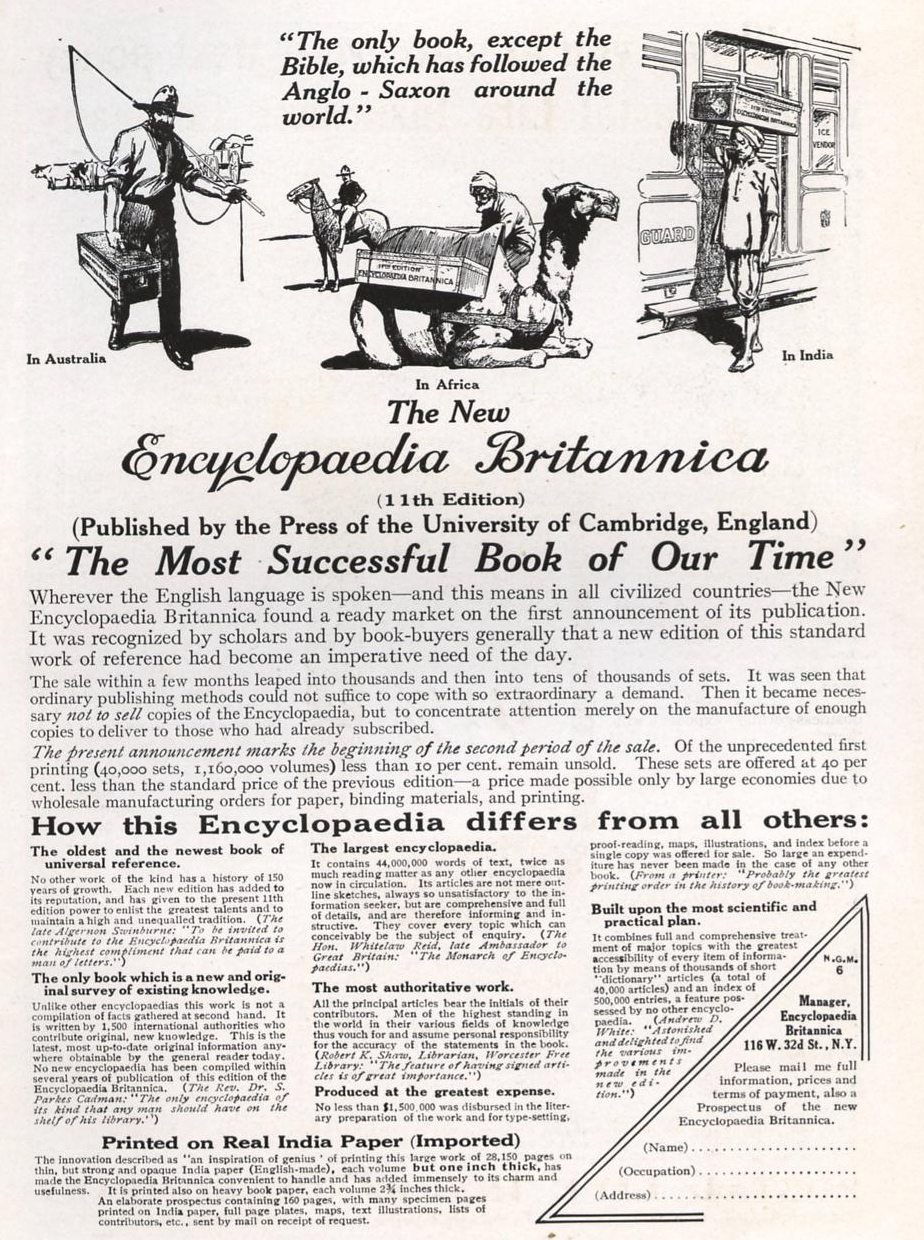
إعلان لموسوعة بريتانيكا عام 1913

كانت بداية «موسوعة بريتانيكا» الشهيرة عام 1768، حيث بدأت تُنشر بشكل متواصل منذ هذا التاريخ، وصدرت في خمسة عشر طبعة رسمية، وقد عُدلت عدة طبعات بإضافة «ملاحق» متعددة المجلدات (كالطبعات الثالثة والخامسة والسادسة) أو أُلفت من طبعات سابقة مُضاف لها ملاحق (كالطبعات العاشرة والثانية عشرة والثالثة عشر) أو خضعت لإعادة تنظيم جذرية (الطبعة الخامسة عشر).
طُورت في السنوات الأخيرة النسخ الرقمية من موسوعة بريتانيكا سواء كانت نسخًا على شبكة الإنترنت أو على وسائل الإعلام البصرية.

## السياق التاريخي
بدأ نشر الموسوعات متعددة الأنواع منذ القدم بداية من الأعمال المُجمّعة لأرسطو والتاريخ الطبيعي لـبليني الأكبر والذي كان له 2493 مقالة في 37 كتاب.

## الطبعات الأولى

### الطبعة الأولى (1771)

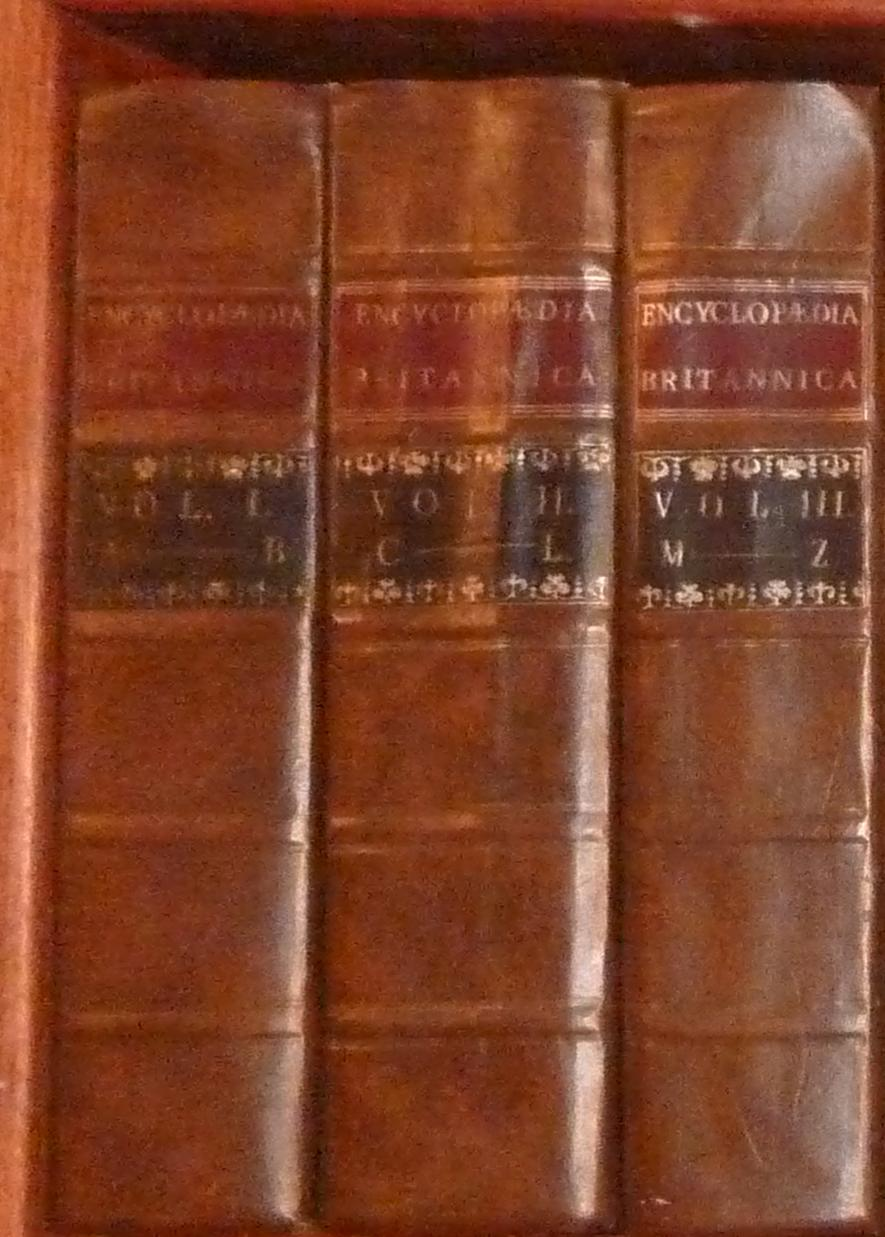
نسخة من الطبعة الأولى

كانت موسوعة بريتانيكا فكرة بائع الكتب وعامل الطباعة «كولن ماكفاركهار» والنقاش «أندرو بيل»، وكلامها من إدنبرة، حيث لمعت الفكرة برأسيهما كرد فعل للموسوعة «دنيس ديدرو» الفرنسية التي نشرت في الفترة ما بين (1751-1766)، والتي عدها الناس هرطقة. الغريب في الأمر هو إن هذه الموسوعة بدأت كترجمة فرنسية للموسوعة الإنجليزية «سيسلوبيديا» التي نشرها «افرايم شامبرز» عام 1728.

### الطبعة الثانية (1783)، الملحق (1784)

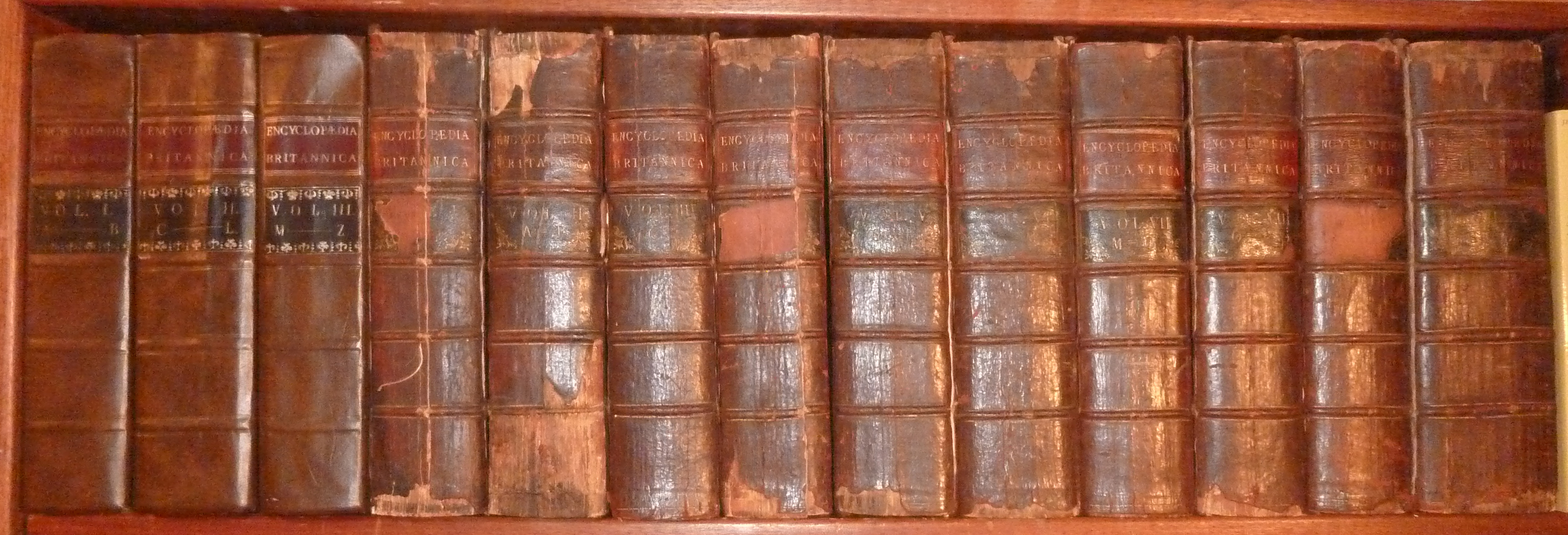
الطبعتين الأولى والثانية من موسوعة بريتانيكا

بعد نجاح الطبعة الأولى بدأت طبعة ثانية بطموحات أكبر عام 1776 أُضيفت لها مقالات في التاريخ والسيرة، ورفض سميلي أن يكون محررًا لاعتراضًا على إضافة السير، فتولى «ماكفاركهار» هذا الدور بنفسه بمساعدة الصيدلي «جيمس تايلور».

## الطبعة العالمية
طُبعت الطبعة العالمية من موسوعة بريتانيكا عام 2009، وتحتوي على 30 مجلد و18,251 صفحة بها 8,500 صورة فوتوغرافية وخريطة وعلم ورسم توضيحي في مجلد مُدمج أصغر حجمًا، كما تحتوي على أكثر من 40,000 مقالًا كتبها علماء من مختلف انحاء العالم من ضمنهم علماء حاصلين على جائزة نوبل.

## تطوير الإصدارات الإلكترونية
عرضت شركة ميكروسوفت على موسوعة بريتانيكا في الثمانينات التعاون في إصدار موسوعة على قرص مضغوط، ولكن العرض رُفض، فقد كان المديرون الكبار للموسوعة واثقين من سيطرتهم على السوق ومن أن أرباحهم الكبيرة ستستمر، حيث بلغ سعر المجموعات الكاملة من الموسوعة في ذلك الوقت ما بين 1.500 و 2.200 دولار لاعتبار المنتج جزءًا من علامة تجارية فاخرة ذات سمعة طيبة تتناقلها الأجيال.

## وصلات خارجية
- مقال من «نيويورك تايمز» يتحدث عن المشاكل المالية التي تعرضت لها موسوعة بريتانيكا عام 1995 (بالإنجليزية)